# UNITLIFE
 (janvier 2025).
 (janvier 2025).
La mise en forme du texte ne suit pas les recommandations de Wikipédia : il faut le « wikifier ».
Les points d'amélioration suivants sont les cas les plus fréquents :
- Les titres sont pré-formatés par le logiciel. Ils ne sont ni en capitales, ni en gras.
- Le texte ne doit pas être écrit en capitales (les noms de famille non plus), ni en gras, ni en italique, ni en « petit »…
- Le gras n'est utilisé que pour surligner le titre de l'article dans l'introduction, une seule fois.
- L'italique est rarement utilisé : mots en langue étrangère, titres d'œuvres, noms de bateaux, etc.
- Les citations ne sont pas en italique mais en corps de texte normal. Elles sont entourées par des guillemets français : « et ».
- Les listes à puces sont à éviter, des paragraphes rédigés étant largement préférés. Les tableaux sont à réserver à la présentation de données structurées (résultats, etc.).
- Les appels de note de bas de page (petits chiffres en exposant, introduits par l'outil «  Source ») sont à placer entre la fin de phrase et le point final[comme ça].
- Les liens internes (vers d'autres articles de Wikipédia) sont à choisir avec parcimonie. Créez des liens vers des articles approfondissant le sujet. Les termes génériques sans rapport avec le sujet sont à éviter, ainsi que les répétitions de liens vers un même terme.
- Les liens externes sont à placer uniquement dans une section « Liens externes », à la fin de l'article. Ces liens sont à choisir avec parcimonie suivant les règles définies. Si un lien sert de source à l'article, son insertion dans le texte est à faire par les notes de bas de page.
- La présentation des références doit suivre les conventions bibliographiques. Il est recommandé d'utiliser les modèles {{Ouvrage}}, {{Chapitre}}, {{Article}}, {{Lien web}} et/ou {{Bibliographie}}. Le mode d'édition visuel peut mettre en forme automatiquement les références.
- Insérer une infobox (cadre d'informations à droite) n'est pas obligatoire pour parachever la mise en page.

Pour une aide détaillée, merci de consulter Aide:Wikification.
Si vous pensez que ces points ont été résolus, vous pouvez retirer ce bandeau et améliorer la mise en forme d'un autre article.
UNITLIFE est un fonds rattaché au Fonds d'équipement des Nations unies et ONU Femmes, qui a pour but de réduire la malnutrition chronique chez les femmes enceintes et les jeunes enfants dans le monde.
La malnutrition touche principalement les femmes et les enfants.
Selon l'UNICEF, la malnutrition chronique touche 149 millions d’enfants dans le monde.
Cette malnutrition se développe lentement, dans un contexte de pauvreté structurelle où les enfants n’ont pas accès à une alimentation équilibrée. Ses conséquences (retard de croissance, affaiblissement du système immunitaire, etc) sont en grande partie irréversibles.
UNITLIFE a été créé par Philippe Douste-Blazy, la malnutrition chronique étant pour lui  « l'une des deux menaces existentielles de l'humanité » avec le changement climatique . Selon lui, cette maladie est peu connue, alors que si elle s'installe pendant les mille premiers jours de vie du nouveau-né, le cerveau souffre d'une diminution de 30 % des connexions neuronales, avec pour conséquence une baisse significative du quotient intellectuel.
Son siège est situé au sein de la station F à Paris.

## Création
Le 28 septembre 2015, Philippe Douste-Blazy lance un fonds, placé sous l'égide d'UNICEF pour lutter contre la malnutrition chronique, en marge de la 70e Assemblée Générale des Nations Unies qui se tient à New York.
Ce programme repose sur l’engagement volontaire des États à mettre en œuvre une taxation financière sur leurs industries extractives (gaz, pétrole, minerais) dont une micro-partie sera reversée à UNITLIFE.
Ainsi, à partir de 2017, 0,01$ de chaque baril de pétrole et 0,60$ de chaque gramme d’or sera versé au fonds par les États volontaires.
L’objectif du programme est de réunir environ 100 millions de dollars par an.
Dès sa création, le Congo-Brazzaville, la Guinée, le Mali et le Niger ont accepté de faire partie du fonds.
Les objectifs prioritaires sont ainsi de réduire le retard de croissance des enfants et des autres effets immédiats de la malnutrition et de réduire l'écart entre les sexes dans une agriculture respectueuse au climat.
Ce mécanisme de financement est similaire à celui d'Unitaid, fonds rattaché aux Nations-Unies et financé par une taxe de solidarité sur les billets d'avion, adoptée par certains pays.
En 2019, Philippe Douste-Blazy est élu Président du Conseil d’administration du fonds onusien UNITLIFE.

## Impact du Covid 19
En 2021, UNICEF alerte sur le fait que la pandémie du COVID 19 aggrave la malnutrition chez les enfants, relayant une étude publiée dans la revue scientifique The Lancetet que près de 2,6 millions d'enfants supplémentaires seront victimes de malnutrition chronique d'ici 2022.
En janvier 2021, UNITLIFE indique alors vouloir réduire d'un tiers la malnutrition chronique, ce qui créerait près de 417 milliards de bénéfices économiques.
En juin 2021, la France et la Cour du Prince Héritier d’Abu Dhabi ont rejoint le Conseil d'administration d'UNITLIFE comme membres permanents, accompagné du groupe bancaire Ecobank.
A ce jour, le Conseil d'administration est présidé par Philippe Douste-Blazy et composé de la Cour du Prince Héritier d’Abu Dhabi, de la France, de ONU Femmes, du Programme Alimentaire Mondial et du groupe Ecobank.

## Levées de fonds
UNITLIFE fait principalement appel à des acteurs privés pour lever des fonds pour ses projets.
En 2020, UNITLIFE a organisé une collecte de fonds avec l'association Game for good et des gamers du continent africain.
En 2023, UNITLIFE et la société RETREEB se sont associés pour créer et vendre des NFT lors d'enchères pour lever des fonds.